# Edmond Luijpen
Edemond Sijbrand Luijpen S.J. (Hoofdplaat, 3 juni 1855 - Batavia, 2 mei 1923) was een Nederlands geestelijke en een bisschop van de Rooms-Katholieke Kerk.
Luijpen trad in bij de orde der Jezuïeten. Zijn priesterwijding vond plaats op 7 juni 1879. Op 21 mei 1898 werd hij benoemd tot apostolisch vicaris van Batavia en titulair bisschop van Oropus; zijn bisschopswijding vond plaats op 13 november 1898. Hij was de opvolger van Walterus Staal die op 30 juni 1897 was overleden.
- Virtual International Authority File: 285231419